# Memorie vizuală

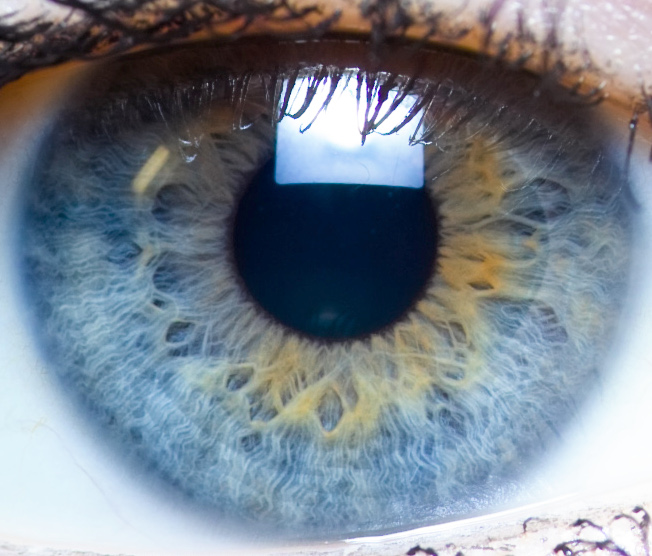
Vedere de aproape a ochiului uman, principalul organ al senzației vizuale.

Memoria vizuală este acel tip de memorie care stochează informația cu ajutorul vizualizării acesteia. Unui om cu o memorie vizuală îi va fi mult mai ușor să memoreze informația dacă acesta o vizualizează, structurând-o sub forma unor grafici, diagrame, desene, scheme etc., sau folosind sublinierea informațiilor importante (cu diferite culori), pentru a memora acestea.

## Legături externe
- Visual Memory Test - Măsurarea memoriei vizuale pe Web
- Test de retenție vizuală Benton (BRVRT) Arhivat în 17 februarie 2013, la Wayback Machine.
- CPS Testing Library - Benton Visual Retention Test Arhivat în 25 august 2010, la Wayback Machine.